# La Serra (Tavertet)
la Serra és un mas al terme de Tavertet (Osona) catalogat a l'Inventari del Patrimoni Arquitectònic de Catalunya. A pocs metres d'aquest conjunt d'edificis hi ha la casa dels amos.

## Masia
Masia formada per un conjunt d'annexes que constitueixen un barri. Es poden veure diverses fases constructives. El cos principal és de planta rectangular (9x8 metres) cobert a dos vessants amb el carener paral·lel a la façana situada a ponent. És difícil concretar la planta original, ja que tots els annexes són antics i la planta és molt irregular. Per la façana sud, aquest cos té adossat un annex (que potser feia la funció de masoveria) que segueix el mateix traçat de la coberta. Totes les obertures tenen els emmarcaments de grans carreus de pedra, igual que els escaires dels angles. A la façana sud hi ha adossada una capella. A la façana est hi ha una finestra datada (1772) i a la façana principal una altra amb la data "1738".
Masia del segle xviii que havia tingut tres masoveries. La primitiva Serra era el mas Serradevall, actualment en runes, que estava emplaçada prop de l'actual. Els propietaris actuals mantenen el cognom d'origen. Es troba registrada en els fogatges del "Castell y terme de Tavertet fogajat a 5 de octubre 1553 per Joan Montells balle, Pere Closes y Climent Parareda promens com ampar en cartes 223" on consta un tal "Miguel Serra".

## Capella
La capella està dedicada a Sant Josep Oriol. És d'una nau, de planta rectangular d'uns 7 x 4 metres; està coberta a dues vessants amb el carener perpendicular a la façana situada a migdia. Presenta un alçat on s'hi marquen dos trams, el més alt dels quals és el que està tocant a la masia. La façana principal presenta un portal rectangular descentrat de l'eix central, les restes d'un campanar d'espadanya i un òcul. La part superior de tots els murs està decorada amb una línia d'arquets cecs.